# グアルディア・サンフラモンディ
グアルディア・サンフラモンディ（イタリア語: Guardia Sanframondi）は、イタリア共和国カンパニア州ベネヴェント県にある、人口約4,900人の基礎自治体（コムーネ）。

## 地理

### 位置・広がり
ベネヴェント県のコムーネ。県都ベネヴェントから北西へ21kmの距離にある。

#### 隣接コムーネ
隣接するコムーネは以下の通り。
- カステルヴェーネレ
- チェッレート・サンニータ
- サン・ロレンツェッロ
- サン・ロレンツォ・マッジョーレ
- サン・ルーポ
- ソロパーカ
- ヴィトゥラーノ

## 行政

### 分離集落
グアルディア・サンフラモンディには、以下の分離集落（フラツィオーネ）がある。
- Contrada Cavarena, Santa Lucia, Sapenzie, Tre Pietre, Galano, Zeppa di Ferro, Fornace, Cervillo